# Corpse Husband
Corpse Husband (San Diego, 1997. augusztus 8. –), röviden Corpse, amerikai zenész és YouTuber. Főképpen arról ismert, hogy nem mutatja meg arcát az interneten, különböző videójátékokkal játszik, illetve, hogy különösen mély hangja van. YouTube-on 7.55 millió feliratkozója van és több, mint 267 millió videómegtekintés összesen munkáin.

## Korai évek
Corpse 1997. augusztus 8-án született San Diegoban, Kaliforniában.

## Karrier
Corpse 2015-ben kezdte meg YouTube karrierjét, horror történeteket narrált csatornáján, amelyet 2020-ig folytatott. 2016-ban debütált zenészként, mikor közreműködött a The Living Tombstone & Crusher P, Grim Grinning Ghost dalán.
2020 júniusában Corpse kiadta a Miss You! című kislemezét, amely 31. helyig jutott a Billboard Rock/Alt slágerlistán. A következő dala, a White Tee ugyanezen listán 32. helyet ért el később a hónapban.
2020 szeptemberében streamelni kezdett az Among Us videójátékról, amelyért sokan kezdték el követni. Azóta több, mint 7 millió feliratkozója lett YouTube-on. Ugyanebben hónapban kiadta az E-Girls Are Ruining My Life! kislemezt Savage Ga$p rapperrel. A dal 24. helyet ért el a Billboard Bubbling Under slágerlistán, 28. helyet Bulgáriában és a 90-et a Brit kislemezlistán. A dal 190 millió stream fölött jár Spotifyon és 2. volt a szolgáltató Viral 50 listáján.
2020 októberében Alexandria Ocasio-Cortezzel és Ilhan Omarral, az Egyesült Államok Képviselőházának tagjaival és további streamerekkel (Disguised Toast, Cr1TiKaL, Pokimane) játszott Among Ust, hogy emeljék a részvételi számokat a 2020-as amerikai elnökválasztáson. Ugyanebben a hónapban kiadta az Agoraphobic kislemezét, amely 21. helyen debütált a Rock/Alt slágerlistán.
Közreműködött Machine Gun Kellyvel a DayWalker kislemezen, amely 2021. március 12-én jelent meg.

## Magánélete
Corpse krónikus beteg, többek között fibromyalgiában, mellkaskimeneti szindrómában és gastrooesophagealis refluxbetegségben szenved, az utóbbi részben az okozója mély hangjának. Ezen betegségek következtében folyamatos fájdalmakban él. Corpse ezek mellett azt is elmondta, hogy gyakran szemkötőt visel, hogy védje szemét a számítógép képernyő világosságától.

## Diszkográfia

### Kislemezek

#### Fő előadóként
| Cím                                                         | Év   | Slágerlista | Slágerlista  | Slágerlista | Slágerlista | Slágerlista | Minősítések   | Album      |
| Cím                                                         | Év   | US Bub.     | US Rock/Alt. | LIT         | UK          | WW          | Minősítések   | Album      |
| ----------------------------------------------------------- | ---- | ----------- | ------------ | ----------- | ----------- | ----------- | ------------- | ---------- |
| Miss You!                                                   | 2020 | —           | 31           | —           | —           | —           |               | Ismeretlen |
| Cat Girls Are Ruining My Life!                              | 2020 | —           | —            | —           | —           | —           |               | Ismeretlen |
| Cabin Fever                                                 | 2020 | —           | —            | —           | —           | —           |               | Ismeretlen |
| Never Satisfied                                             | 2020 | —           | —            | —           | —           | —           |               | Ismeretlen |
| White Tee                                                   | 2020 | —           | 32           | —           | —           | —           |               | Ismeretlen |
| E-Girls Are Ruining My Life! (Savage Ga$p közreműködésével) | 2020 | 24          | —            | —           | 90          | —           | - RIAA: Arany | Ismeretlen |
| Agoraphobic                                                 | 2020 | —           | 21           | —           | —           | —           |               | Ismeretlen |
| Hot Demon B!tches Near U (Night Lovell közreműködésével)    | 2021 | 13          | —            | 38          | 86          | 195         |               | Ismeretlen |

#### Közreműködő előadóként
| Cím                                                                             | Év   | Slágerlista | Slágerlista  | Slágerlista | Slágerlista | Slágerlista | Slágerlista | Slágerlista | Album                  |
| Cím                                                                             | Év   | US          | US Rock/Alt. | CAN         | IRL         | NZ Heat.    | UK          | WW          | Album                  |
| ------------------------------------------------------------------------------- | ---- | ----------- | ------------ | ----------- | ----------- | ----------- | ----------- | ----------- | ---------------------- |
| Grim Grinning Ghost (The Living Tombstone; Corpse & Crusher P közreműködésével) | 2016 | —           | —            | —           | —           | —           | —           | —           | Nem jelent meg albumon |
| DayWalker (Machine Gun Kelly; Corpse közreműködésével)                          | 2021 | 88          | 8            | 62          | 70          | 9           | 53          | 170         | Nem jelent meg albumon |